# Sahcatzín (Cansahcab)
Sahcatzín es una localidad, comisaría del municipio de Cansahcab en el estado de Yucatán localizado en el sureste de México.

## Toponimia
El nombre (Sahcatzín) proviene del  idioma maya.

## Demografía
Según el censo de 2005 realizado por el INEGI, la población de la localidad era de 0 habitantes.
| 4                           | 0 | ? | ? | 0 |
| (Fuente: INEGI [Consultar]) |   |   |   |   |

## Galería

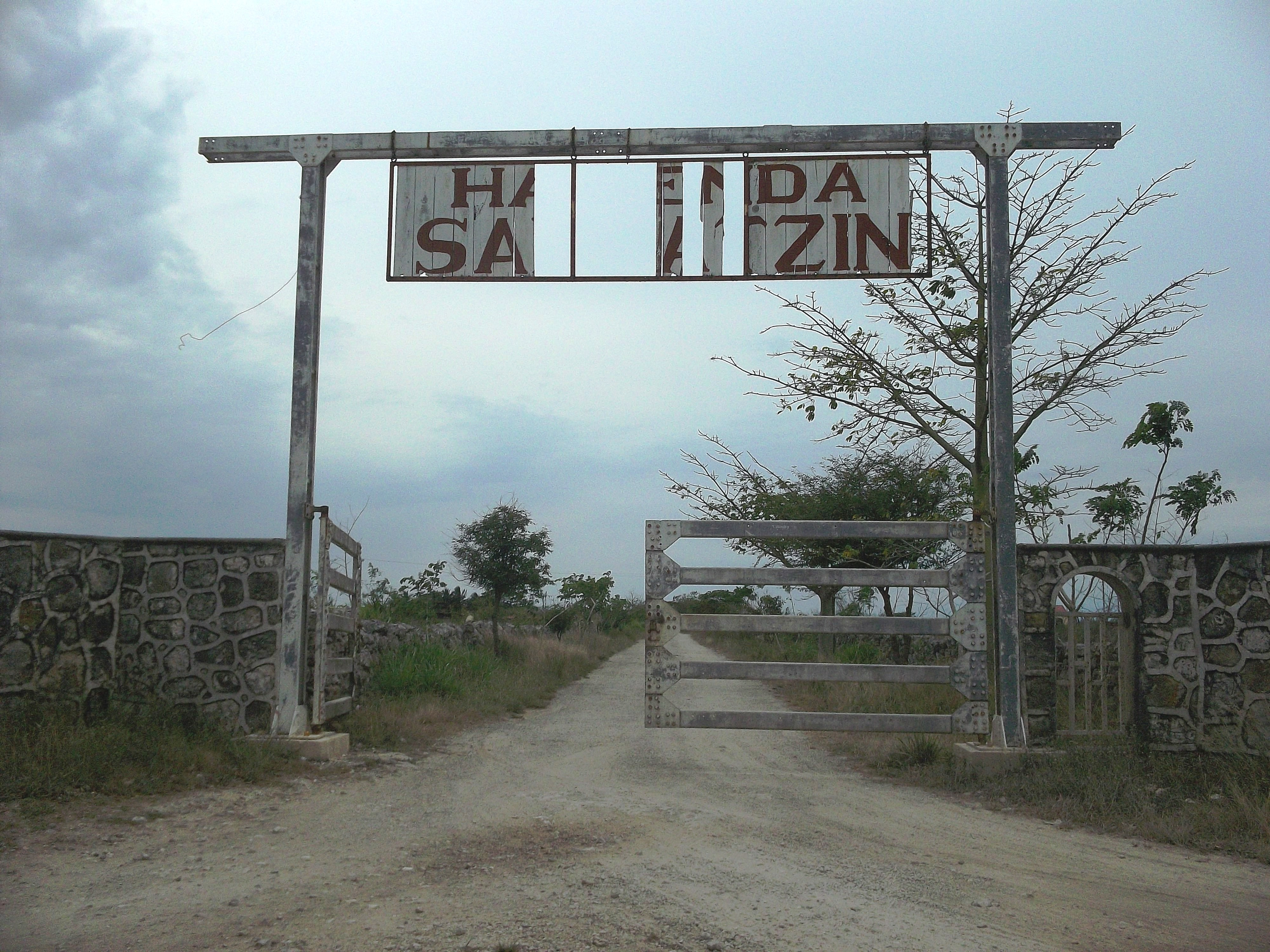
Entrada.
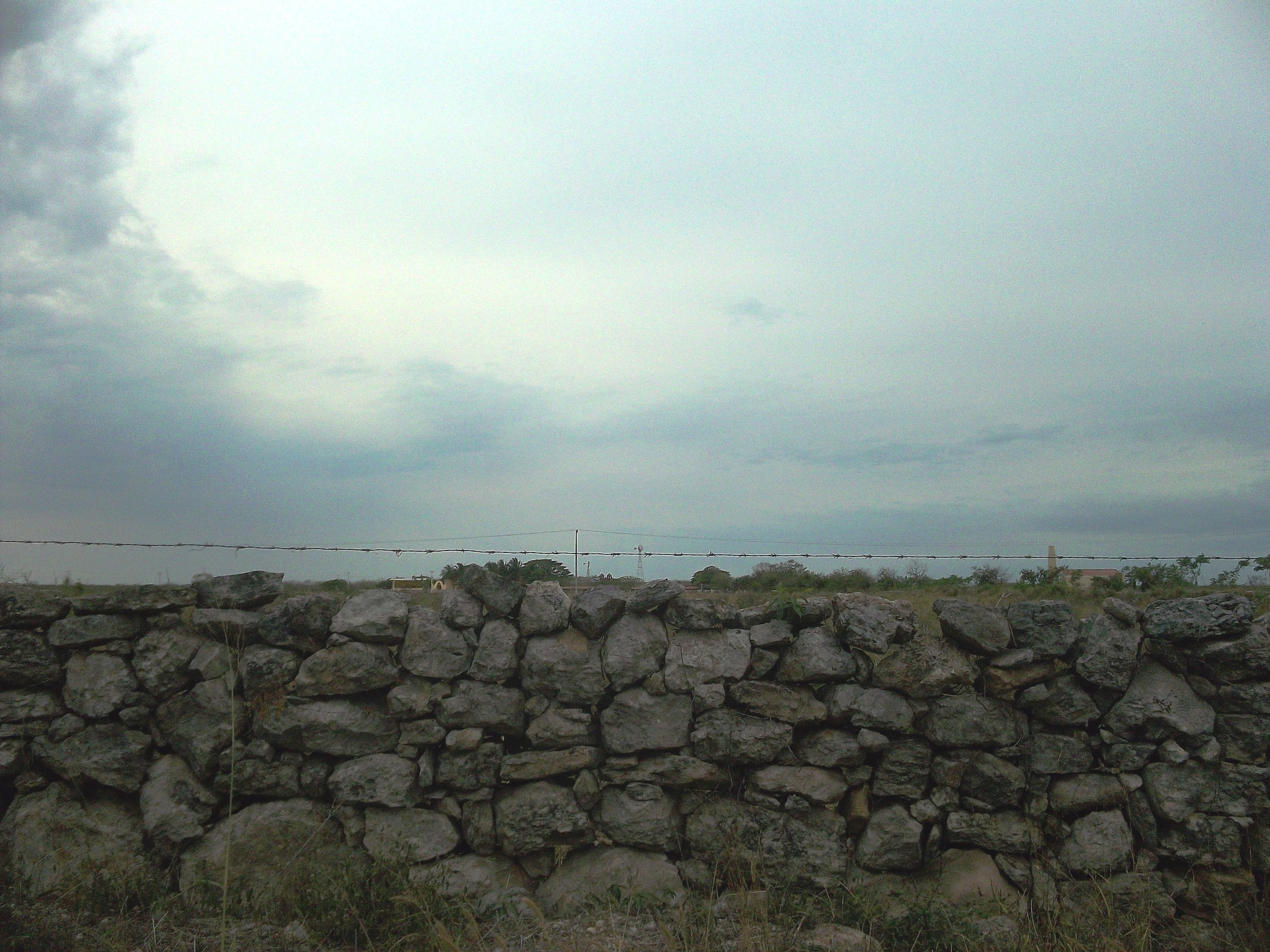
Vista.
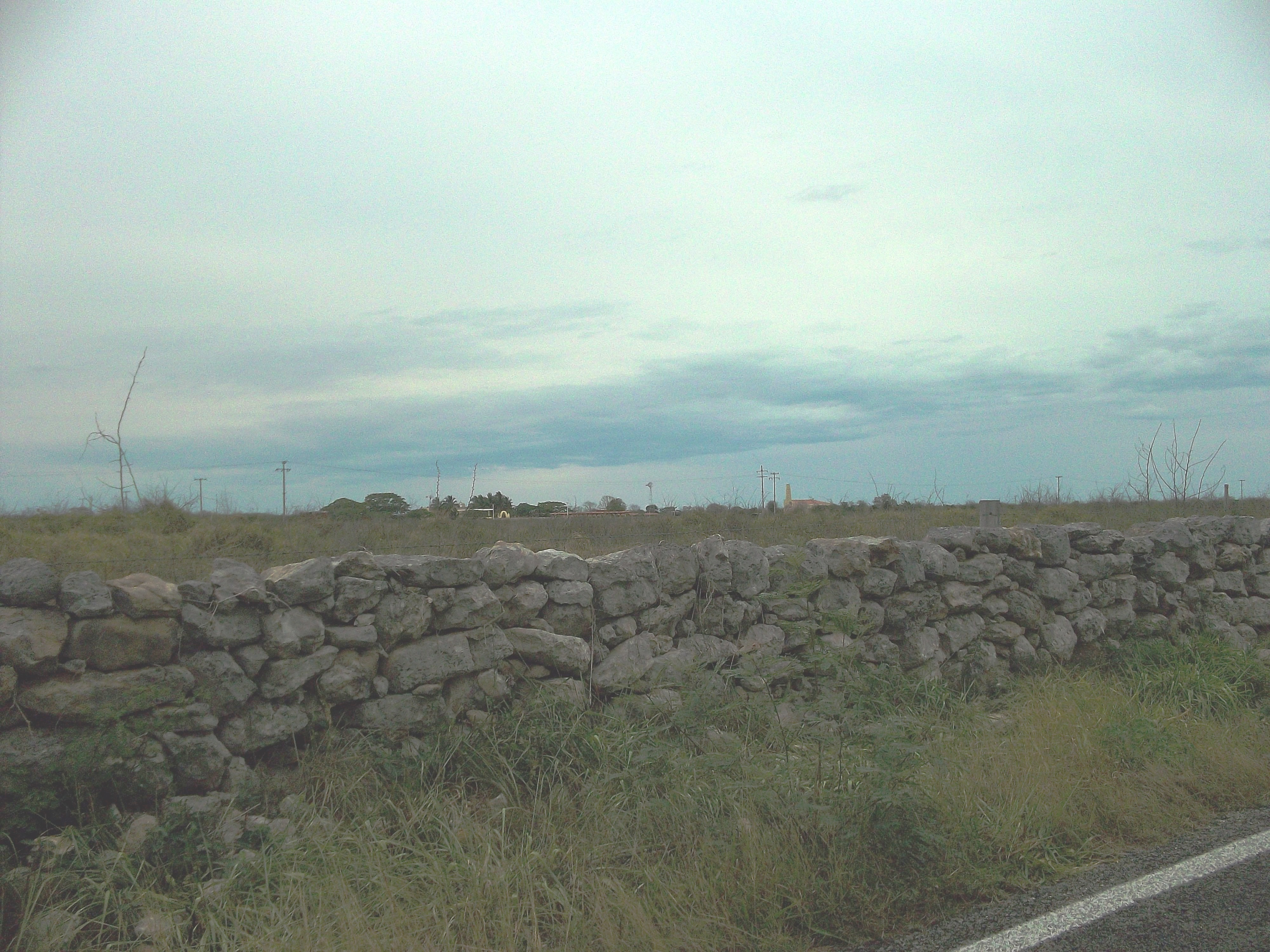
Vista.